# Раян Вайт (плавчиня)
Раян Вайт (англ. Rhyan White, 25 січня 2000) — американська плавчиня.
Призерка Олімпійських Ігор 2020 року.